# Howardula acarinorum
Howardula acarinorum är en rundmaskart. Howardula acarinorum ingår i släktet Howardula och familjen Allantonematidae. Inga underarter finns listade i Catalogue of Life.